# VATSIM

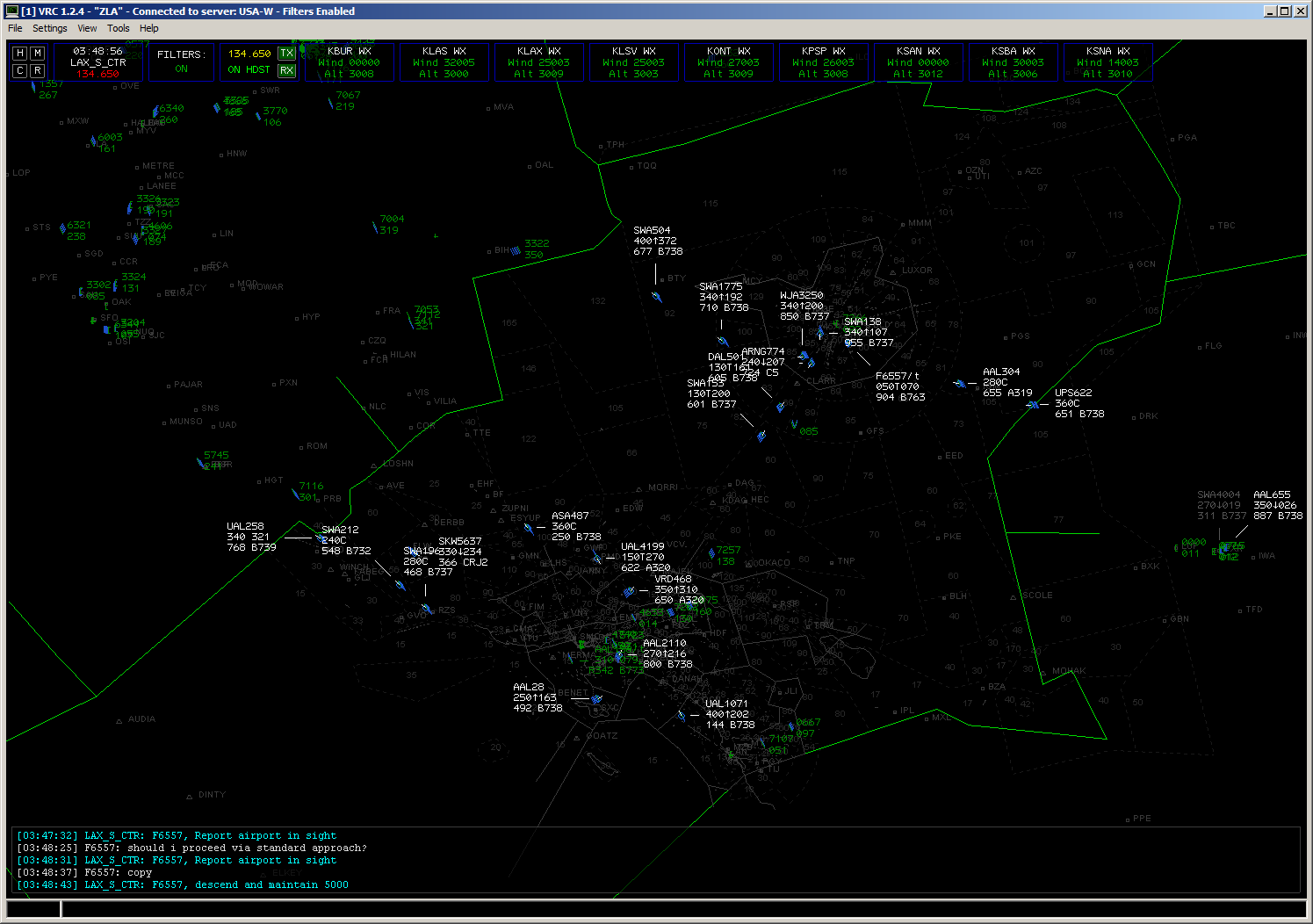
Un'immagine di un client per il controllo del traffico aereo online su VATSIM, in questo caso VRC sulla posizione del centro di controllo di Los Angeles

VATSIM (acronimo di Virtual Air Traffic Simulation Network) è un'organizzazione non a scopo di lucro che gestisce un network legato all'ambiente dei simulatori di volo. Gli utenti possono seguire una carriera come aviatori o come controllori del traffico aereo in un ambiente virtuale il più fedele possibile alle reali procedure aeronautiche.

## Panoramica
VATSIM è uno dei due network più grandi al mondo che permette tramite il proprio simulatore di volo di simulare, in maniera più accurata possibile, le procedure reali applicate dai piloti sia di linea che di aviazione generale e di operazioni speciali e tramite client sviluppati da alcuni utenti, di controllare il traffico aereo di altri utenti che sorvolano una regione di volo o che decollano e atterrano da un determinato aeroporto. Le ore di volo e di controllo sono registrate e man mano che aumenteranno le ore di connessione come pilota o ATC, si possono aumentare i propri rank sia per una che per l'altra carriera. Se la carriera pilota richiede solo un client installato ed un simulatore, la carriera ATC invece non è accessibile da subito. All'inizio si potrà solo osservare le sessioni ATC di altri utenti, ma per avere aprire le posizioni più semplici come Delivery e Ground, occorre iscriversi ad una vACC o vARTCC (virtual Area Control Center o virtual Air Route Traffic Control Center, questa denominazione in uso in Nord America) presente nella divisione a cui si ha registrato il proprio profilo al momento dell'iscrizione.

## Storia
Il network condivide parte della sua storia con IVAO, l'altro network presente nella community del volo simulato. Negli anni 90 furono creati da una community ancora agli albori programmi come Squawkbox e Procontroller, che una volta connessi a FSD, un programma per server che permetteva il dialogo tra il client pilota e quello ATC, di ricreare un ambiente multiplayer per il volo simulato. Un primo network, chiamato SATCO, si dissolse rapidamente a causa di alcuni contrasti presenti all'interno dello staff. Questa divisione portò allo sviluppo di un altro network, che ebbe maggior popolarità nell'Europa Mediterranea e Sud America, IVAO. VATSIM fu fondato nel 2001 e ad oggi si considera il successore ufficiale di SATCO e raggiunse man mano popolarità in Nord Europa, Nord America e Oceania; nonostante le differenze e i punti comuni, entrambi i network dalla loro fondazione hanno avuto un'ottica mondiale, con l'intento di poter offrire in ogni parte del mondo un ambiente estremamente realistico per il volo simulato.
Nel corso degli anni, VATSIM ha diviso il mondo in 6 distinte Regioni, al fine di promuovere eventi di grandi dimensioni e l'attività sul network e all'interno di ciascuna regione con divisioni specializzate nello sviluppo di eventi tra più vACC indipendenti, nonché per la condivisione di informazioni e servizi utili per l'utenza locale. Le vACC di una divisione, si occupano di provvedere alla copertura e al training degli utenti interessati alla carriera ATC nel loro spazio aereo di competenza. In alcuni casi, le vACC corrispondono a vere e proprie Regione di informazioni di volo reali, come negli Stati Uniti dove la vARTCC di Los Angeles ha una competenza che copre un'area che va dal Sud della California fino a Las Vegas, come nella realtà; in altri casi gestiscono spazi aerei nazionali. La vACC Italiana infatti, gestisce tutto lo spazio aereo che nella realtà è gestito da 5 Area Control Center, quelli di Milano, Roma, Brindisi, Padova e quello di Malta.
Come riportato dallo stesso sito, VATSIM dalla sua fondazione ha avuto oltre 400.000 registrazioni, di cui 75.000 utenti attivi negli ultimi 6 mesi.

## Piloti
I piloti di VATSIM sono differenti tra di loro. Molti utenti non sono piloti reali, ma vi è anche un numero di utenti di discrete dimensioni che possiede una licenza di volo nella realtà. Essi differiscono tra di loro anche a seconda del tipo di operazioni di volo che effettuano.
La gran parte di questi utenti effettua voli strumentali IFR con aerei di linea, sia per conto personale, che tramite Virtual airline che sono riconosciute dal network o che aspirano ad essere certificate dal network. Nonostante le attività del volo di linea o dei jet privati sono le più frequenti, vi è anche una parte di utenza che effettua principalmente volo a vista. A prescindere dalle regole di volo, ogni pilota deve mandare un piano di volo tramite il client per piloti. Tra questi, i più usati sono vPilot per FSX/P3D, xSquawkbox per Xplane e il più recente, compatibile con entrambi, Swift. Il piano di volo verrà visto sia dai piloti tramite siti di monitoramento degli utenti online come Vattastic, che da eventuali ATC connessi durante il percorso. La carriera pilota ha dei rating, ma non vi è nessun beneficio pratico nel superamento degli esami teorici e pratici, in quanto essi servono solo al singolo utente a certificare la sua conoscenza in materia su determinate procedure di volo. Volando online, i piloti potranno comunicare con eventuali ATC connessi, oppure nel caso di assenza di controllo, coordinarsi con altri piloti sulla UNICOM, una frequenza usata tramite comunicazioni testuali per quelle zone.

## Controllo del traffico aereo

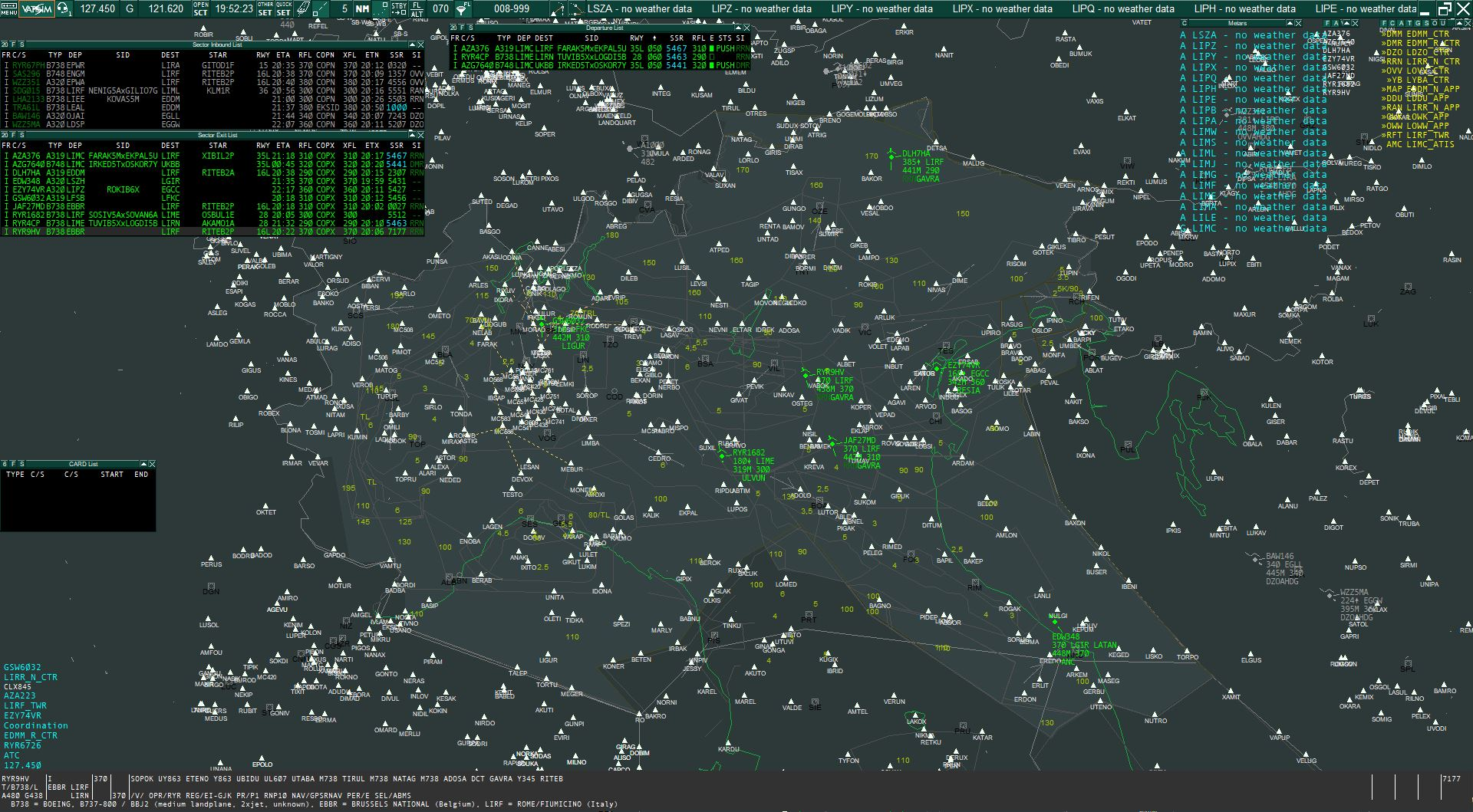
La posizione di Milano Radar vista con Euroscope. Il programma assegna automaticamente in base alle piste selezionate dal controllore le procedure di partenza, arrivo, e il codice trasponder SSR, riconoscendo se il codice è stato inserito dal pilota per l'identificazione

La carriera del controllore di volo, viene svolta con programmi sviluppati ad hoc da utenti developer del network, che permettono di dare istruzioni, informazioni e di visualizzare i traffici online nei pressi e all'interno del proprio spazio aereo di competenza. Non è però possibile a differenza della carriera pilota, iniziarla liberamente. Occorre iscriversi ad una vACC e superare un iniziale esame teorico per il controllo di Ground e Delivery, ed effettuare delle sessioni di training pratico con un istruttore. Una volta approvati al controllo pratico, per l'esame di Torre, Avvicinamento e di Centro sarà necessario fare un esame sia teorico che pratico. I rating principali sono S1 (DEL e GND), S2 (TWR), S3 (APP-TMA) e C1 (ACC). 
Per il controllo di traffico aereo esistono più client. Negli Stati Uniti VRC e CRC (successore che incorpora vERAM e vSTARS) sono gli unici client utilizzati, in Europa ed altre parti del mondo Euroscope è il client utilizzato per questa carriera. VATSYS è utilizzato in alcune parti del mondo, tra cui l'Oceania e l'Algeria. I client ricreano una schermata radar dove possono essere visualizzati i voli in zona. Qualora possibile, i client se dotati di sectorfile contenenti tali informazioni, possono simulare anche la portata e la posizione dei radar reali, nonché eventuali anomalie. Di conseguenza, se un utente volerà troppo basso e distante da una posizione radar indicata nel file di settore di un controllore, il controllore potrebbe perdere il segnale radar di quel pilota ma non il contatto radio. Come nella realtà, i controllori monitorano la situazione dei voli nel loro spazio aereo e forniscono loro le autorizzazioni, assistenze ed informazioni utili. 
Nel caso di aeroporti con un flusso di traffico elevato oltre la media ogni giorno, oltre ad un rating serviranno per i controllori di DEL, GND, TWR e APP, una particolare autorizzazione a controllare la posizione del loro rating di quell'aeroporto. Queste posizioni considerate "speciali" sono state indicate come posizioni da "tier 1" e "tier 2" nel 2024, con l'arrivo della nuova GCAP Policy. (GLOBAL CONTROLLER ADMINISTRATION POLICY)
Ogni requisito però, può variare a seconda della vACC che si sceglie durante la procedure di addestramento.

## Eventi e popolarità mediatica
Su VATSIM sono effettuati eventi sia occasionali, che regolari, organizzati sia dallo stesso staff del network che dalle singole virtual airline. Il più importante, il Cross The Pond, effettuato 2 volte l'anno, seleziona alcuni aeroporti Europei e del Nord America per effettuare una trasvolata atlantica. Durante questo evento è stato più volte superato il record di connessioni simultanee, l'ultima il 4 Aprile con 3100 utenti online allo stesso momento. Oltre ad eventi interni, il network ha effettuato eventi in contemporanea con fiere legate al volo simulato d'importanza mondiale, come l'FSExpo e, nelle zone dove ha il maggior numero elevato di utenza, alcune rappresentanze sia locali che dello stesso Board of Governor del network hanno rilasciato interviste sia a televisioni locali che a riviste e blog dedicate al volo simulato

## AFV-Audio For VATSIM
Nel 2017, il network ha annunciato l'inizio dello sviluppo di un nuovo sistema audio che ha sostituito il precedente codec, basato sul sistema MELP. Nel 2018 il network ha pubblicato alcuni video online relativi al nuovo sistema audio, che è stato chiamato AFV.. Parte dell'utenza del network ha potuto provare il nuovo codec nel 2019 durante un evento organizzato per l'FSExpo. Il progetto, inizialmente limitato al solo sistema audio, ha poi portato il Board of Governor ad annunciare sul blog del network l'intenzione di dismettere i server FSD e di implementare nuovi server e la revisione anche di alcuni sistemi per le statistiche e i dettagli personali dei profili utente. Il nuovo sistema audio è stato implementato il 14 Ottobre 2019. AFV permette, a seconda del tipo di simulatore usato, di comunicare tra i vari client direttamente dal simulatore, spesso attraverso dei plugin.